# Essex
Essex /ˈɛsɪks/ es uno de los cuarenta y siete condados de Inglaterra, Reino Unido, con capital en Chelmsford. Ubicado en la región Este limita al norte con Cambridgeshire y Suffolk, al este con el mar del Norte, al sur con el río Támesis que lo separa de Kent, y al oeste con Gran Londres y Hertfordshire.La localidad más grande es Southend-on-Sea, y la capital del condado es Chelmsford.  
El punto más elevado del condado se sitúa cerca de Langley, en "Chrishall Common", en una altitud de 147 m s.n.m. El término de Essex ocupa un área de 3670 km² y su población en 2003 era de 1 627 647 habitantes.
El nombre del condado proviene del antiguo reino anglosajón de Essex fundado en el año 500 d. C. y que ocupaba un territorio que se extendía desde el río Támesis hasta el río Lee.
Debido a la proximidad del condado con la ciudad de Londres, muchas de las localidades de Essex son "ciudades dormitorio". El llamado "cinturón verde de Londres" ha evitado la expansión de la metrópolis en el condado aunque han aparecido algunas localidades como Harlow, originariamente fundada para realojar a los londinienses que se quedaron sin vivienda durante los bombardeos de la ciudad en la Segunda Guerra Mundial.
En el condado de Essex se encuentra el aeropuerto de Stansted, el tercero en importancia en la zona de Londres, después del de Heathrow y el de Gatwick. Algunas compañías aéreas de bajo coste, como Ryanair e easyJet tienen su base en este aeropuerto. Fue construido durante la Segunda Guerra Mundial y sirvió de base operativa para los bombarderos británicos.
La Universidad de Essex, famosa por sus escuelas en ciencias sociales, robótica y otras disciplinas se encuentra ubicada en Wivenhoe Park, en las cercanías de Colchester. 
El puerto de Tilbury es uno de los tres mayores del país mientras que el puerto de Harwich une el condado con Holanda. La industria se limita a la zona sur de Essex. El resto del territorio se dedica a la agricultura.

## Historia
Essex evolucionó a partir del Reino de Sajonia Oriental, una entidad política que probablemente tuvo sus raíces en el territorio de la Tribu Trinovantes de la Edad de Hierro.

### Edad de Hierro
Essex corresponde, bastante de cerca, al territorio de la tribu Trinovantes. La producción de su propia moneda los distingue como una de las tribus más avanzadas de la isla; esta ventaja (al igual que otras tribus del sureste) probablemente se debe al elemento belga dentro de su élite. Su capital era el oppidum (un tipo de ciudad) de Colchester, la ciudad más antigua registrada en Gran Bretaña, que tenía su propia casa de moneda. La tribu estaba en un conflicto prolongado con sus vecinos occidentales, los Catuvellauni, y perdió terreno constantemente. Hacia el año 10 d. C. habían quedado bajo el control total de los Catuvellauni, que tomaron Colchester como su propia capital.

## Cultura y comunidad

### Tradiciones
Essex también es sede de los Juicios de Dunmow Flitch, una ceremonia tradicional que tiene lugar cada cuatro años y consiste en una prueba de la devoción mutua de una pareja casada. Una afirmación común sobre el origen de Dunmow Flitch se remonta a 1104 y al priorato agustino de Little Dunmow, fundado por Lady Juga Baynard. El señor de la mansión Reginald Fitzwalter y su esposa se vistieron como gente humilde y pidieron la bendición del prior un año y un día después del matrimonio. El prior, impresionado por su devoción, les regaló un trozo de tocino. Al revelar su verdadera identidad, Fitzwalter entregó su tierra al priorato con la condición de que se otorgara una multa a cualquier pareja que pudiera afirmar que eran igualmente devotos.
En el siglo XIV, los juicios de Dunmow Flitch parecen haber alcanzado una reputación significativa fuera del área local. El autor William Langland, que vivió en las fronteras de Gales, lo menciona en su libro de 1362 The Vision of Piers Plowman de una manera que implica un conocimiento general de la costumbre entre sus lectores.

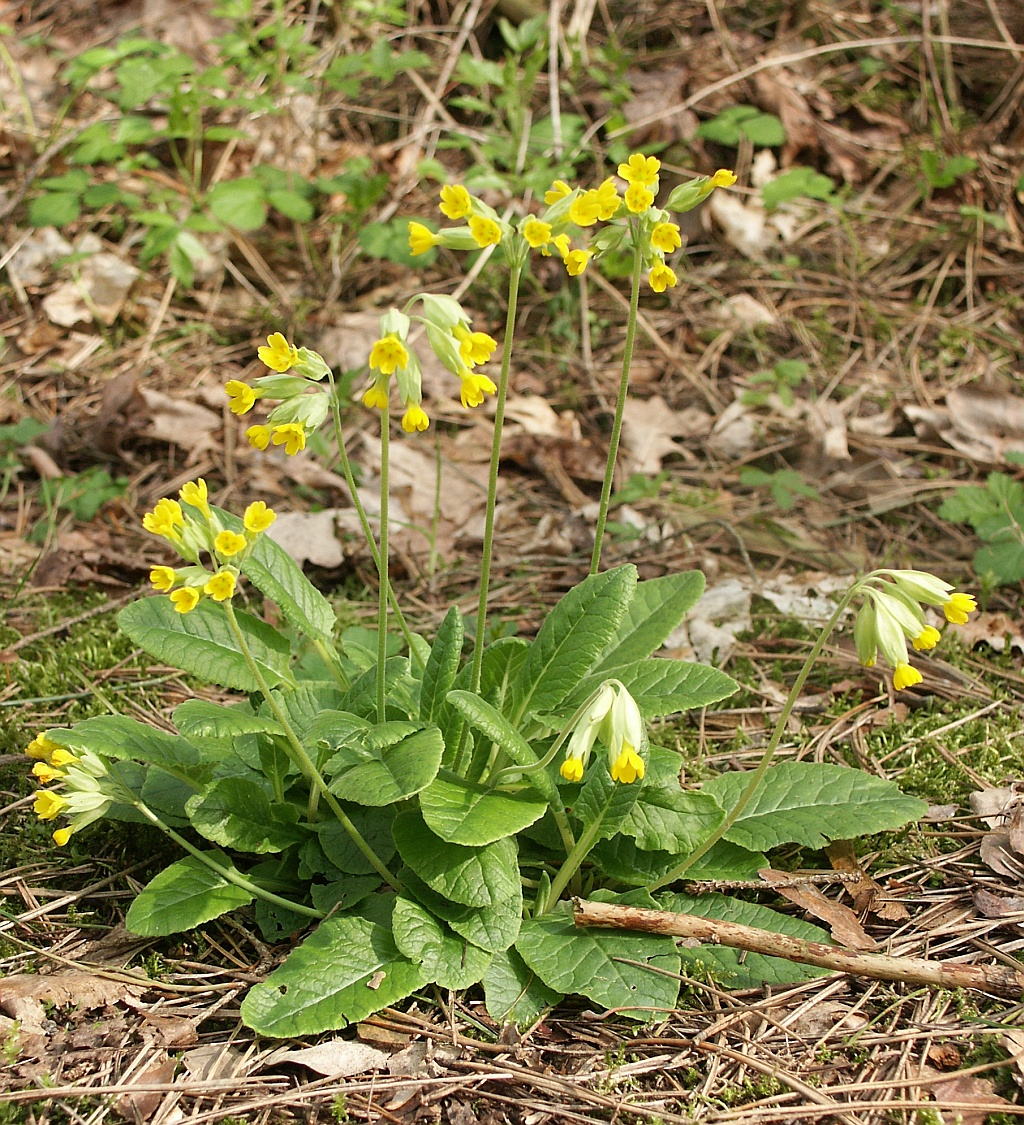
Cowslip, planta del condado de Essex.

## Monumentos y lugares de interés
- El Castillo de Colchester
- El Castillo de Hedingham
- La Abadía de Waltham
- Tilbury Fort
- La casa de Steve Harris(Bajista de Iron Maiden)

## Distritos y localidades
Véase: Anexo:Localidades del condado de Essex.
1. Harlow
2. Epping Forest
3. Brentwood
4. Basildon
5. Castle Point
6. Rochford
7. Maldon
8. Chelmsford
9. Uttlesford
10. Braintree
11. Colchester
12. Tendring
13. Thurrock
14. Southend-on-Sea